# Вармсрот
Вармсрот (нем. Warmsroth) — община в Германии, в земле Рейнланд-Пфальц. 
Входит в состав района Бад-Кройцнах. Подчиняется управлению Штромберг.  Население составляет 438 человек (на 31 декабря 2010 года). Занимает площадь 5,91 км².